# Linköping
Linköping (/ˇlɪnːˌɕøːpɪŋ ), est la cinquième ville de Suède avec 164 473 habitants. De plus, Linköping forme avec Norrköping une région parfois considérée comme la quatrième aire urbaine de Suède en population.
Chef-lieu du comté d'Östergötland depuis le XVIIe siècle, la ville de Linköping était dès le XIIe siècle le centre de la province historique d'Östergötland et devint alors le siège de l'évêché de Linköping. La cathédrale de Linköping est l'une des principales cathédrales de la Suède.
La ville s'est beaucoup étendue depuis la création de l'université de Linköping en 1975. Sur ce campus, plusieurs centres de recherches ont été créés depuis cette date dont l'Institut de recherche sur la sécurité des transports VTI (Väg och transportforskningsinstitutet).
Linköping est également une ville industrielle et le centre de l'industrie aéronautique suédoise, grâce à l'usine aéronautique de la firme Saab.

## Une ancienne ville de garnisons
Les différentes unités de garnison qui siégeaient à Linköping étaient les suivantes :
- Régiment du train de Svealand, T 1,
- Régiment d'artillerie de Svealand, A 1,
- Régiment de grenadiers, I 4,
- Régiment de grenadiers, I 5,
- Régiment[1] de lutte anti-aérienne du Östgötland, Lv 2,

Tous ces régiments ont été dissous à la fin des années 1990. Le quartier des garnisons a alors été transformé en un quartier résidentiel moderne. Certains bâtiments de l'état-major ont été transformés en appartements. Ce quartier est devenu très sympathique où vivent côte à côte étudiants en résidence universitaire, familles avec enfants en bas âge, personnes âgées en petite résidence, boutiques et services, services municipaux...
Un musée du secteur des garnisons rappelle le passé militaire du quartier et de la ville.

## La cité de l'aéronautique suédoise
Linköping est considérée comme étant le berceau de l'aviation en Suède.
- En 1912, Carl Cederström a fondé la première école de pilotage. Elle devint plus tard l'escadron aérien F 3.
- Svensk Aeroplan AB (SAAB) a été fondée en 1937 et a commencé, quelques années plus tard, sa fabrication d'avions dans la ville.
- Depuis, Linköping a déplacé le musée des Forces aériennes suédoises à la périphérie de la ville.

La ville demeure toujours le centre de constructions aéronautiques du pays grâce à la solide implantation industrielle de Saab.
La ville comporte un musée de l'armée de l'air appelé Flygvapenmuseum. Il comporte notamment un modèle du premier hydravion, le Donnet-Lévêque type A de 1913, restauré en 2013.

## Une ville industrielle
Un des plus gros employeurs de Linköping est l'entreprise aéronautique (défense et sécurité civile) Saab qui produit entre autres l'avion de chasse Gripen.
La ville a également développé une importante industrie dans l'informatique comme Ericsson, Sectra, Industrial Financial Systems et bien d'autres.
Dans la ville voisine de Mjölby, l'entreprise "BT" filiale du groupe Toyota fabrique des engins de manutention.

## Population
| 1960   | 1965   | 1970   | 1975   | 1980   |
| ------ | ------ | ------ | ------ | ------ |
| 64 304 | 68 659 | 77 063 | 80 274 | 79 742 |

| 1990   | 1995   | 2000   | 2005   | 2010    |
| ------ | ------ | ------ | ------ | ------- |
| 82 451 | 92 584 | 94 248 | 97 428 | 104 232 |

| 2024    | - | - | - | - |
| ------- | - | - | - | - |
| 116 851 | - | - | - | - |

## Université
L’université de Linköping (Linköpings Universitet, LIU) a été la deuxième université historique de Suède ayant ce statut, par décret du Parlement suédois en 1663.
Sa séparation de l'Université de Stockholm a été prononcée en 1965. En 1969, elle est devenue une högskola (école supérieure) mais, en 1975, elle a retrouvé le titre d'université, statut accordé par le gouvernement suédois.
Ainsi, elle est devenue la sixième université de Suède, disposant de quatre facultés et de 14 départements.
- Faculté des Arts et Sciences (Filosofiska fakulteten)
- Faculté de Médecine (Hälsouniversitetet and Linköping University Hospital)
- Institut de Technologie (Linköpings tekniska högskola)
- Faculté des Sciences de l’Éducation (Utbildningsvetenskap)

Il existe également un certain nombre de centres de recherche associés à l'université.
En 1996, l'université a ouvert un second campus dans la ville voisine de Norrköping. Environ 26 550 étudiants sont inscrits en 2010.
L’université de Linköping est célèbre pour son approche interdisciplinaire. Elle a été la première en Suède à offrir des diplômes, tels que Industrial Engineering et Management, International Business Administration (y compris des études de langues), physique appliquée et génie électrique, sciences cognitives et technologies de l'information.
En 1980 a été ouvert l'Institut Tema, pionnier dans la recherche interdisciplinaire. La recherche actuelle est transversale et couvre des zones différentes, bioélectronique organique, nanotechnologie et matériaux fonctionnels, médical et visualisation/simulation.
Elle est également renommée pour la qualité de son éducation, notamment en médecine, en ingénierie et en informatique. Le programme médical (conduisant à la profession de médecin) et les programmes de formation d'ingénieurs (informatique, mécanique, physique appliquée et génie électrique) sont classés en tête à la fois par les fonctionnaires du gouvernement (Agence nationale suédoise pour l'enseignement supérieur) et par l'Association suédoise des industries mécaniques et électriques (en recueillant les avis de plus de 3400 entreprises de technologie en Suède).
L'université est l'une des plus anciennes et plus importantes aux services de l'informatique dans le nord de l'Europe. Elle dispose d'un parc de matériel impressionnant au rang desquels on trouve un ordinateur CRAY.

## Transports et communications

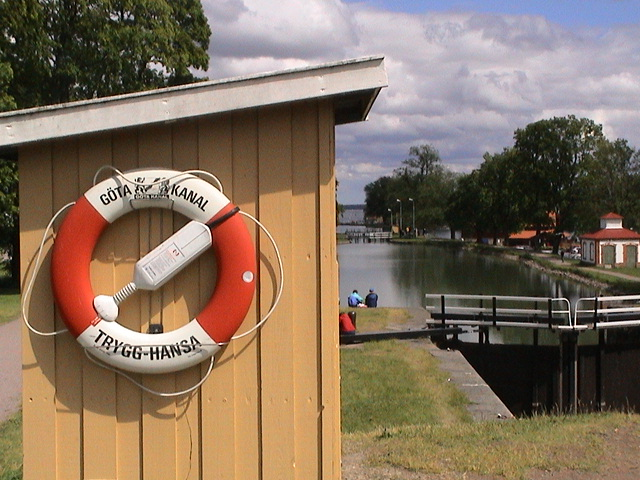
L'écluse du Göta Kanal à Linköping, dans le hameau de Berg

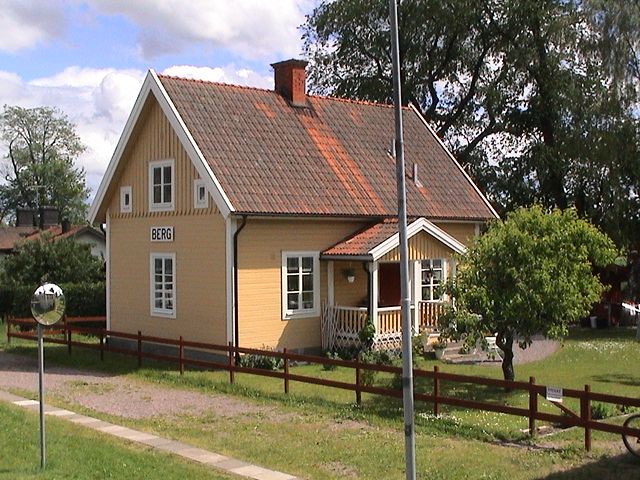
Une maison suédoise typique à Linköping, dans le hameau de Berg

### Transport ferroviaire
La liaison ferroviaire principale entre Stockholm et Malmö passe par Linköping qui dispose d'une gare centrale. Ainsi Linköping est reliée plusieurs fois par jour a Stockholm et à Malmö, ainsi qu'aux aéroports de Stockholm-Arlanda, de Stockholm-Skavsta et de Copenhague par le train rapide SJ2000 qui relie directement Stockholm à Copenhague. Le trafic ferroviaire local est assuré par des petits trains automoteurs alimentés en biogas.

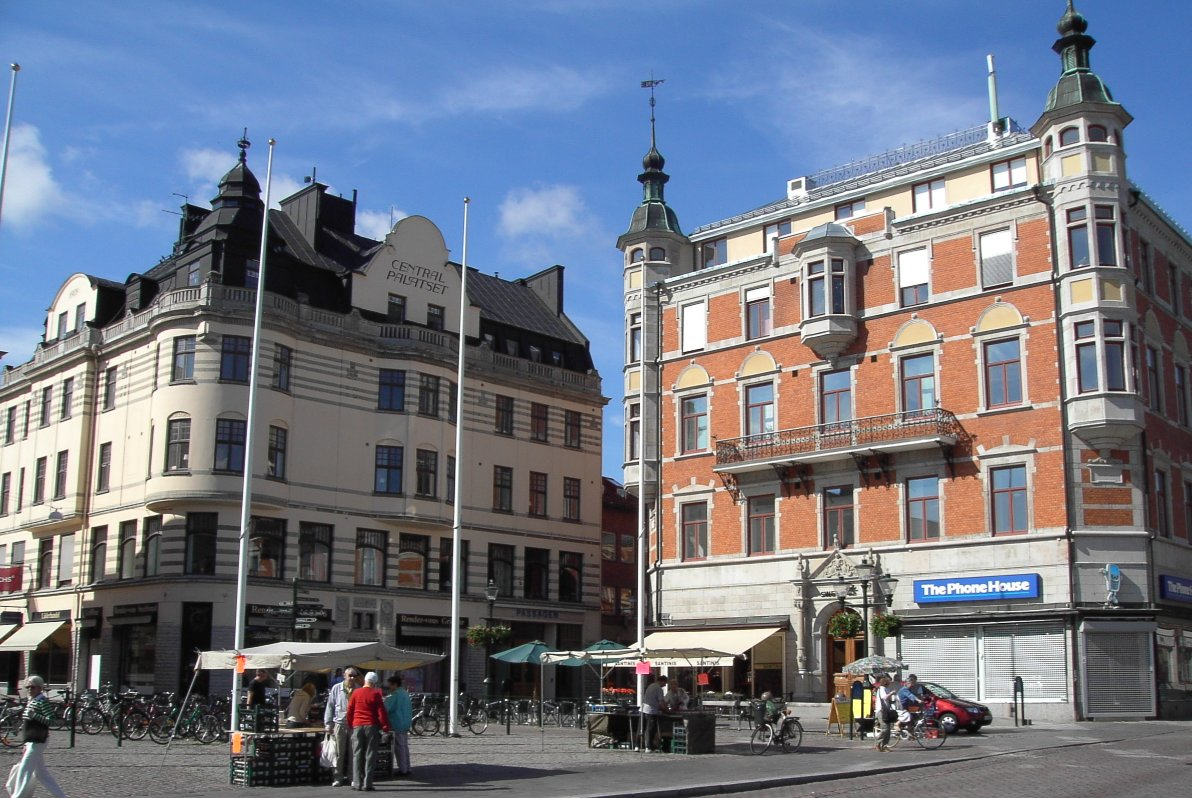
La Grande place de Linköping

### Transport routier
La route européenne 4 suivant l'axe nord-sud (Malmö Stockholm) passe au nord de la ville et dispose de trois sorties.
est aussi traversé par les routes nationales 23, 34 et 35.

### Transport fluvial
Le Canal Göta part d'une dizaine de kilomètres au nord de la ville depuis le lac Roxen.
il comprend plusieurs écluses dont celles de Berg qui sont une destination touristique populaire en été.
Un pont canal a été construit sur la route qui relie Linköping à Motala.
Le canal de Kinda (sv) part du lac Roxen lui aussi et traverse Linköping.

### Circulation douce
Linköping est connue pour être une ville du vélo, étant devenue « la ville à vélo de l'année » en 2002. Plus de 30 % de tous les déplacements se font à bicyclette. La municipalité a construit près de 40 kilomètres de pistes cyclables et la ville a été décrite par le quotidien montréalais « La Presse », la « Bicyclette Dream City », principalement en raison de l'efficacité des services municipaux de déneigement des pistes cyclables. Environ 70 % des cyclistes d'été le sont aussi en hiver. L'office du tourisme distribue des cartes des pistes cyclables de la ville.

### Transport aérien
La ville dispose également de l'aéroport de Linköping/Saab, qui était anciennement exclusivement utilisé par l'entreprise aéronautique Saab.
L'aviation a toujours été d'une grande importance pour Linköping.
Saab, le constructeur local d'avions, y a exercé une influence considérable.
Linköping possède deux aéroports, l'aéroport de Linköping/Saab civil, situé au centre, juste au sud du centre-ville. À l'ouest de la ville, se trouve l'aérodrome militaire, où les Forces armées suédoises ont basé une flottille d'hélicoptères.

## Biogaz
Linköping est à la pointe de la production de biogaz à partir de ses déchets.
Dans les années 1990 des réflexions avaient été menées à Linköping sur la façon de réduire les émissions de polluants d'échappement des bus dans le centre-ville. Différents carburants de substitution pour les véhicules ont été comparés. Dans le même temps, l'abattoir local connaissait des problèmes de gestion de ses déchets et de grandes quantités de fumier étaient disponibles auprès de fermes locales.

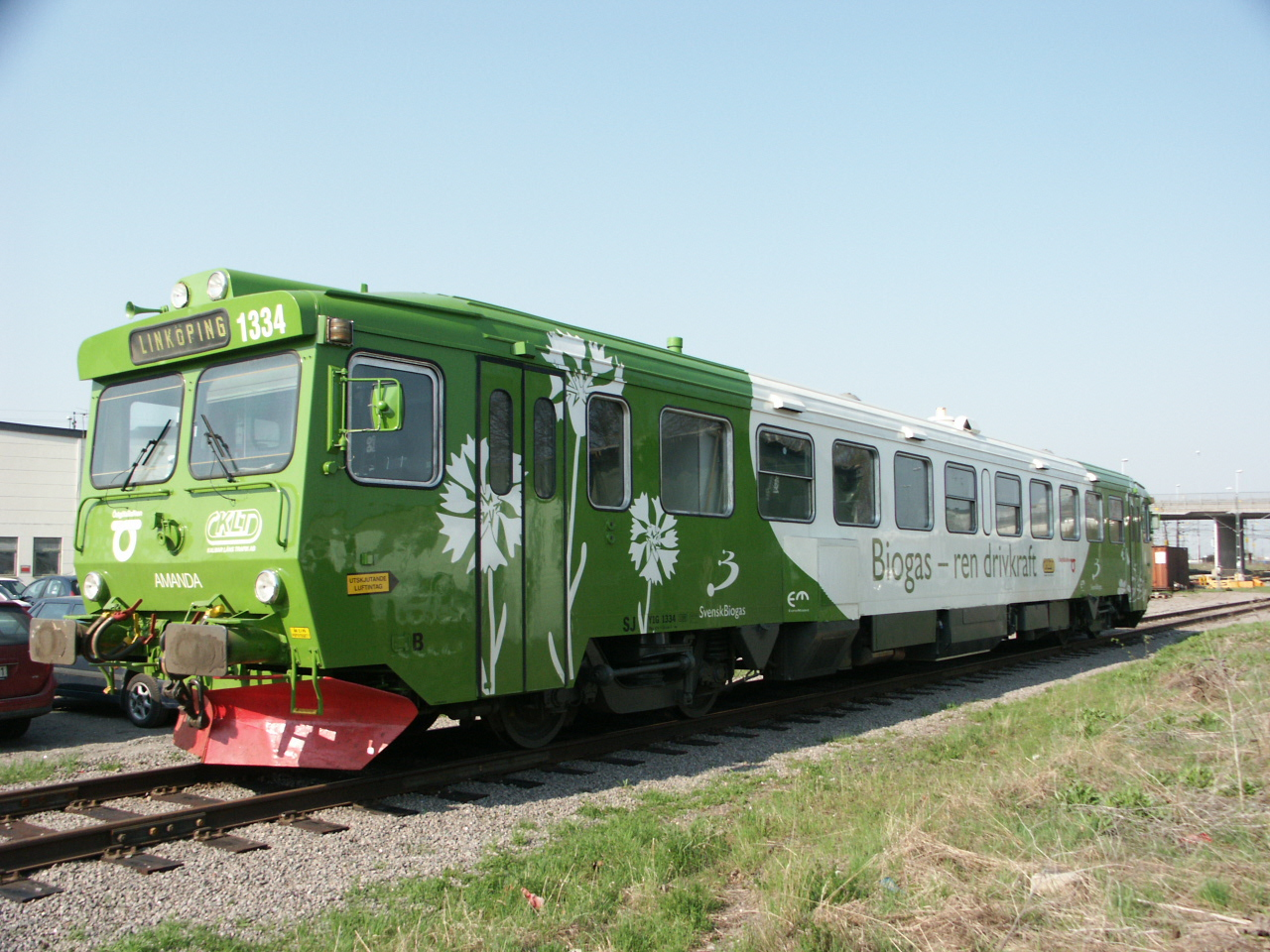
Train au biogaz

Linköping Biogas AB a été créée en 1995, dans une collaboration entre les services techniques de l'agglomération, la coopérative agricole « Swedish Meats », Konvex et LRF (Syndicat Agricole) à travers la société « Lantbrukets Ekonomi AB ». Un projet pilote de production de biogaz a été réalisé entre 1990 et 1994. À la suite de l'évaluation des résultats de ce pilote, une usine de production de biogaz a été construite à Aby, près de Linköping. Elle a commencé à fonctionner au printemps 1997. En 2004, après des changements d'actionnaires Linköping Biogas AB a changé son nom en « i Svensk Biogas Linköping AB » (Biogaz Suédois de Linköping).
Le biogaz est utilisé comme carburant pour les autobus urbains. La première station de remplissage pour le biogaz à Linköping a été ouverte en 2001 et plusieurs autres l'ont été depuis. Un certain nombre d'améliorations et des extensions de l'usine de biogaz et le système de distribution ont été réalisés depuis 1997, pour permettre d'augmenter la production et l'utilisation du biogaz.
Le processus biologique a été adapté pour permettre la digestion du substrat comprenant de grandes quantités de déchets d'abattoirs, qui sont riches en énergie et en protéines. Jusqu'à 1 000 m3 de méthane sont extraits par tonne de matière organique.[réf. souhaitée] Svensk a également retenu l'attention des autorités en mettant au point l'utilisation du biogaz pour un train (Amanda), qui fonctionne entre Linköping et Västervik, depuis avril 2006.

## Sports
Les équipes de Linköping sont particulièrement reconnues en Volleyball (Team Valla/LiU) et en Hockey sur glace (Linköpings HC où ce dernier est surnommé "Cluben" par ses fans.
L'équipe de Hockey s'est associée avec l'équipe féminine de football anglais pour créer le club Linköpings FC, évoluant dans la plus haute division Suédoise. L'équipe a été vainqueur de la coupe de Suède en 2006.
La ville a quelques lacunes pour recruter des joueurs masculins de haut niveau en football anglais. Linköpings FF, équipe masculine évolue dans une division plus basse. Le plus grand club de floorball, le Linköping Innebandy Klubb est joue dans le stade central de Linköping.

## Lieux et monuments
- La Cathédrale de Linköping
- Le Canal Göta[6]
- Le musée en plein air de la vieille Linköping[7]
- Le Château de Linköping
- Le musée du comté d'Östergötland[8]
- Le musée de l'Armée de l'air suédoise[9]

## Personnalités nées à Linköping
- Viceroi Kettil Karlsson Vasa (1433-1465) - Régent de Suède
- Olaus Magnus (1490-1557) Religieux et historien
- Hjalmar Abelin, (1817-1893), Médecin
- Hugo Dahlstedt (1856-1934), Botaniste
- Axel Hugo Theodor Theorell (1903-1982) - Prix Nobel de médecine
- Hans von Blixen-Finecke (1916-2005), cavalier
- Mons Kallentoft (né en 1968) - Journaliste et écrivain
- Magnus Bäckstedt (né en 1975) - Coureur cycliste
- Thomas Johansson (né en 1975) - Joueur de tennis professionnel
- Matilda Boson (née en 1981) - Handballeuse
- Ludwig Göransson (né en 1984) - Compositeur
- Ghost - groupe de doom metal
- Mercedes Masohn (née en 1982) - Actrice
- Dino Beganovic (2004-), pilote automobile

## Villes jumelles

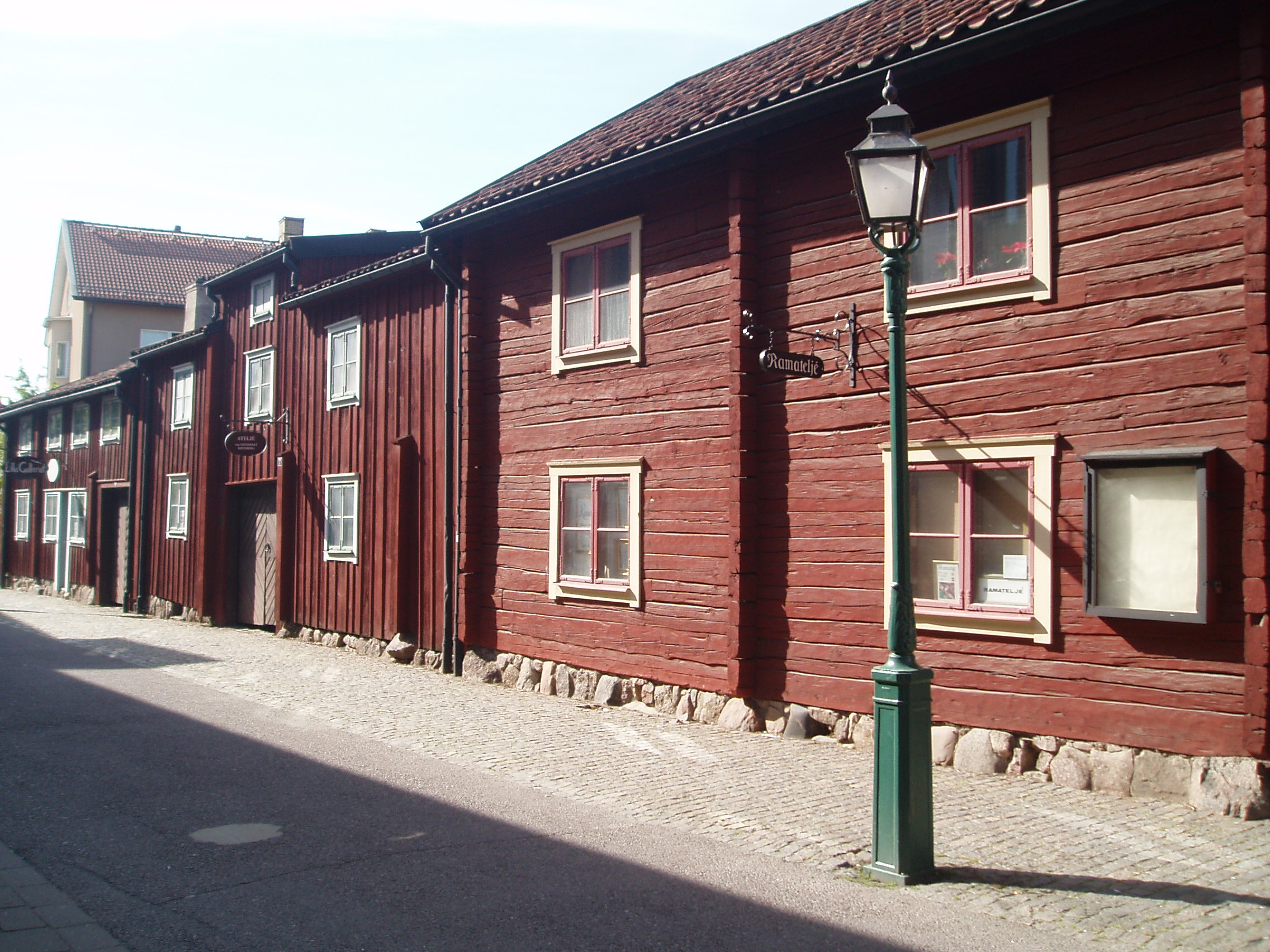
Hunnebergsgatan: des vieilles maisons d'une rue de Linköping

Villes jumelles de Linköping :
- Joensuu (Finlande)
- Ísafjarðarbær (Islande)
- Tønsberg (Norvège)
- Linz (Autriche)
- Pietrasanta (Italie)
- Kaunas (Lituanie)
- Oradea (Roumanie)
- Canton (Chine)
- Macao (Macao)
- Estelí (Nicaragua)
- Morogoro (Tanzanie)
- Palo Alto (États-Unis)

Roskilde, au Danemark, a décidé d'annuler durant l'été 2007 son jumelage avec quatre villes scandinaves, dont Linköping.

## Divers
- Le chien de carrefour est né à Linköping en 2006.